# 嘉南雲峰
嘉南雲峰，顧名思義，為嘉、南、雲3縣的3界點，位於台灣嘉義縣阿里山鄉豐山村、南投縣竹山鎮大鞍村與雲林縣古坑鄉草嶺村交界處，座標為：23.6110387, 120.7306357，海拔1789.7公尺，比西南方相距約1公里的小百岳石壁山，還高40公尺，為雲林縣第一高峰。山頂無基石，但立有大型告示牌。該山峰地處清水溪支流石鼓盤溪（嘉義縣境內）、加走寮溪（南投縣境內）與竹篙水溪（雲林縣境內）的分水嶺上。附近有草嶺風景區。